# Dauh Puri (Marga)
Dauh Puri is een bestuurslaag in het regentschap Tabanan van de provincie Bali, Indonesië. Dauh Puri telt 1793 inwoners (volkstelling 2010).